# Aurelio Buletti
Aurelio Buletti (Giubiasco, 8 maggio 1946 – Lugano, 16 novembre 2023) è stato un poeta, scrittore e traduttore svizzero di lingua italiana.

## Biografia
Aurelio Buletti conseguì la maturità al Liceo cantonale di Lugano, per poi studiare letteratura italiana all'Università Cattolica di Milano. In seguito lavorò come insegnante di italiano in Svizzera, alle Scuole Medie di Viganello. Padre di due figli: Elia (1974), Thea (1979).
Divenne tuttavia noto soprattutto come poeta e traduttore, soprattutto dal francese. Personalità discreta e delicata, era considerato un maestro della forma breve, con una predilezione per il segno lieve, non urlato, ma capace di durare nel tempo. Esordì nel 1973 con la plaquette Riva del sole. Nel 1984, il libro Trenta racconti brevi gli valse il Premio Schiller.
Fu attivo a livello politico fra le file del Partito socialista e per alcuni anni ricoprì la carica di consigliere comunale, dapprima per il Comune di Viganello e poi per quello di Lugano.

## Premi
- 1984 e 2006: Premio Schiller

## Opere
- Riva del sole, Lugano, Pantarei, 1973
- Né al primo né al più bello, Sassari, Edizioni Iniziative Culturali, 1979
- Trenta racconti brevi, Bellinzona, Casagrande, 1984
- Terzo esile libro di poesie, Lugano, Mazzuconi, 1989
- Brevi, Lugano, Alla chiara fonte, 2001
- Segmenti di una lode più grande, Lugano, Alla chiara fonte, 2002
- Temi (5 poesie), Lugano, Alla chiara fonte, 2004
- E la fragile vita sta nel crocchio, Lugano, Alla chiara fonte, 2005
- Rosa shopping, Riva San Vitale, Riva San Vitale, Fondazione Diamante - Laboratorio La linea, 2005
- Contesse, Gentiluomini, Altre e Altri, Lugano, Alla chiara fonte, 2010